# I'll Be (Edwin McCain)
I'll Be è una canzone scritta e cantata dal cantante statunitense Edwin McCain. La canzone è stata pubblicata nel gennaio 1998 come primo singolo dal suo secondo album.

## Nella cultura pop
La canzone è stata spesso usata come colonna sonora in diversi film e telefilm, in particolare nella scena ballo in maschera in A Cinderella Story, nella prima serie di Dawson's Creek  nell'episodio 10.22 del telefilm Beverly Hills 90210 e seconda serie 2º episodio Seven Days.